# Villaralbo
Villaralbo ist ein nordwestspanischer Ort und eine Gemeinde (municipio) mit 1.805 Einwohnern (Stand: 2024) im Süden der Provinz Zamora in der Autonomen Gemeinschaft Kastilien-León.

## Lage und Klima
Der Ort Villaralbo liegt ca. 1 km südlich einer Flussschleife des Duero am westlichen Rand der Kastilischen Hochebene (Meseta Iberica) in einer Höhe von ca. 710 m. Die Provinzhauptstadt Zamora ist gut 6 km (Fahrtstrecke) in westlicher Richtung entfernt; bis nach Salamanca sind es knapp 65 km in südlicher Richtung. Das gemäßigte Kontinentalklima wird nur selten vom Atlantik beeinflusst; Regen (ca. 485 mm/Jahr) fällt vorwiegend im Winterhalbjahr.

## Bevölkerungsentwicklung
| Jahr      | 1857 | 1900 | 1950 | 2000 | 2020 |
| Einwohner | 810  | 1143 | 1361 | 1617 | 1810 |

Trotz der Mechanisierung der Landwirtschaft, der Aufgabe von bäuerlichen Kleinbetrieben („Höfesterben“) und der daraus resultierenden Arbeitslosigkeit auf dem Lande ist die Einwohnerzahl des Ortes wegen der Nähe zur Provinzhauptstadt Zamora auch im 20. Jahrhundert deutlich angestiegen.

## Wirtschaft
Die Feldwirtschaft, der Weinbau sowie die Zucht von Rindern, Schafen und Ziegen spielen traditionell die größte Rolle im Wirtschaftsleben der Gemeinde. Daneben fungierte der Ort bereits im Mittelalter als Handels-, Handwerks- und Dienstleistungszentrum für die – inzwischen aufgegebenen – Weiler und Einzelgehöfte der Region. Im 20. Jahrhundert entstand eine mittelständische Konservenindustrie.

## Geschichte
In vorrömischer Zeit siedelten in der Region Stammesgruppen vom keltischen Volk der Vettonen, die von den Römern im Jahre 193 v. Chr. unterworfen wurden. Aus römischer, westgotischer und islamischer Zeit sind ansonsten nur wenige Funde bekannt. Die Rückeroberung (reconquista) der dünn besiedelten und abgelegenen Gebiete durch das Königreich León im 10. und 11. Jahrhundert verlief wahrscheinlich weitgehend kampflos; danach begann eine Zeit der Wieder- – oder besser – Neubesiedlung (repoblación).

## Sehenswürdigkeiten

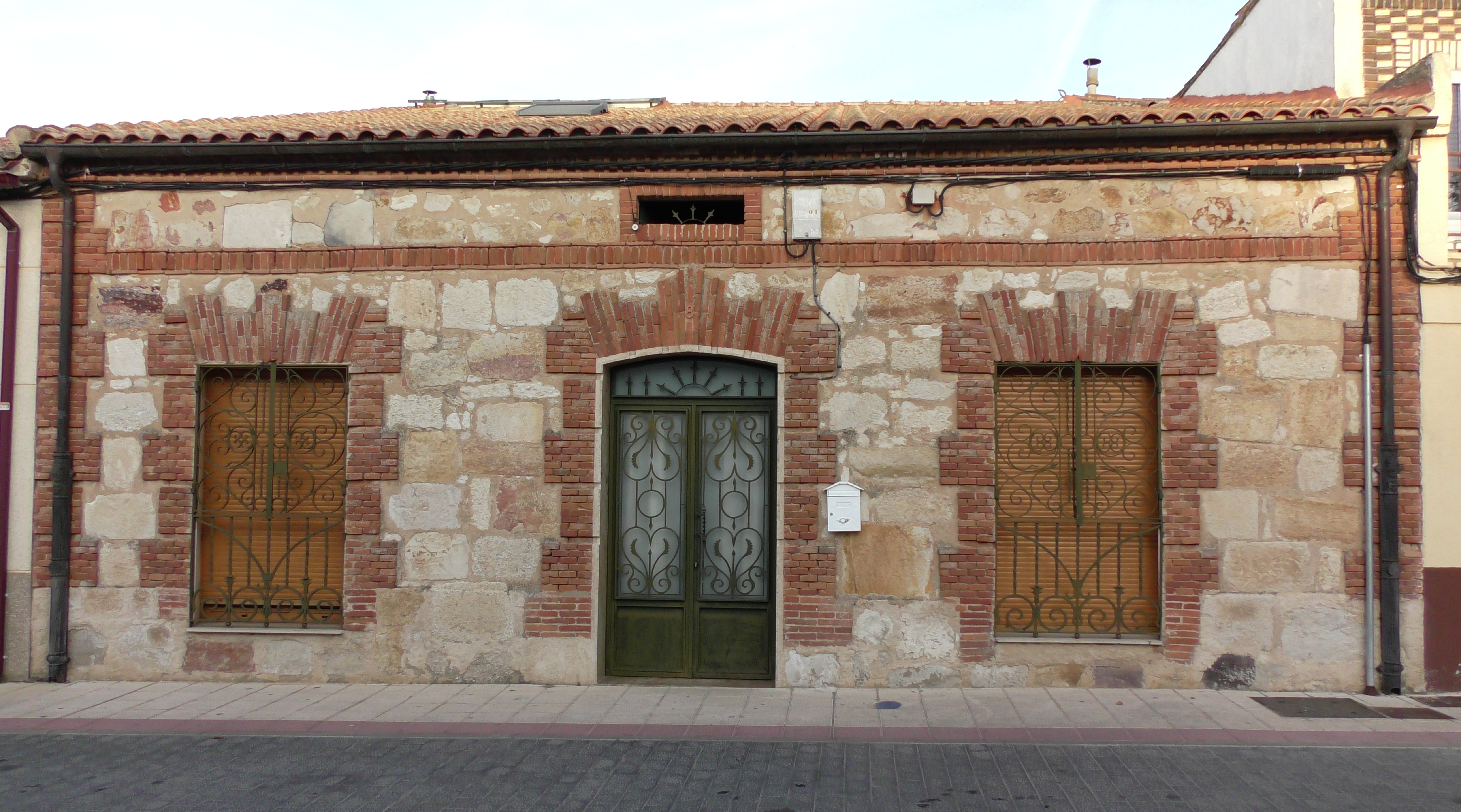
Repräsentatives älteres Wohnhaus

- Die einschiffige Iglesia de Nuestra Señora de la Asunción ist aus exakt behauenen Werksteinen errichtet; sie entstand in ihrer heutigen Form im 15./16. Jahrhundert im Stil der Gotik. Der Glockengiebel (espadaña) über der ansonsten portallosen und weitgehend schmucklosen Westfassade wurde im 17./18. Jahrhundert hinzugefügt und zeigt ein barockes Giebelfeld. Das Eingangsportal befindet sich – gerahmt von zwei Strebepfeilern – auf der Südseite. Der – wie in der Region üblich – gegenüber dem Langhaus leicht erhöhte Chorbereich bewahrt einen der üppigsten spätbarocken (churrigueresken) Schnitzaltäre der Region.
- Im Ort gibt es noch mehrere Wohn- und Geschäftshäuser aus dem 18. und 19. Jahrhundert.